# 魔女之家 (電視劇)
《魔女之家》（英語：Raven's Home）是一部由史考特·湯瑪斯與傑德·艾林納開創，在2017年7月21日於迪士尼頻道開播的美國情境喜劇。本劇為迪士尼頻道在2003年至2007年播出之人氣影集《天才魔女》的續集，為《天才魔女》繼《柯瑞當家》後的第二部衍生劇。

2017年10月10日，本劇獲Disney Channel第2季續訂。
2018年7月23日起，本劇正式在台灣首播，每周一到周四晚間10:30播出第一季，時段稱「星光首映會-魔女之家」。
2019年10月3日起，每週一至週四晚間10:00首播第二季。

## 故事
在最佳閨蜜瑞瑞與雀兒皆成為單親媽媽後，兩人帶著各自的孩子，共同生活在同一個屋簷下。然而，瑞瑞的兒子布克繼承了瑞瑞能夠看見未來的超能力，這將使他們的生活再次因超能力而天翻地覆。

## 製作

### 開發
2016年10月27日，瑞芬-西蒙尼在主持《觀點》時，宣布她為了全心投入《天才魔女》的續集製作與開發，將交出主持棒。續集將講述瑞芬飾演之瑞瑞在原故事完結後的多年，成為了一個育有兩個孩子的單親媽媽，其中一個孩子也繼承了她能看見未來的能力，並將學著如何去應付這個超能力。「瑞芬無畏的卓越喜劇風格，是使迪士尼能夠在全球獲得成功的推動力」迪士尼全球公司副總裁亞當·邦奈特（Adam Bonnett）說道，「她在《天才魔女》中的表現是永恆的。現在我們將和她一同放眼未來，期待為新一代講述更多成年瑞瑞·巴斯特其新銳家庭的養成故事。」本劇將由《超時空姐妹》、《勇闖天關：電視劇》史考特·湯瑪斯（Jed Elinoff）與傑德·艾林納夫（Scott Thomas）執筆開創，並和西蒙尼共同擔任執行製作，而瑞芬在退出《觀點》後，將自紐約攝影棚前往位在洛杉磯的片場展開開發劇集的作業。
2017年4月4日，迪士尼正式宣布系列預訂，而續集定名為《魔女之家》（Raven's Home）。本劇原先定於晚間7點開播，後來宣布將緊跟在原創電影《星光繼承者2》首播之後，於晚間10點開播。10月10日，Disney Channel宣布續訂第2季，並預計在11月展開製作。

### 選角
2016年11月14日，迪士尼宣布在原作飾演雀兒·丹尼爾的安娜莉絲·梵·德·波將和西蒙尼共同主演續集，在續集中，雀兒也成為了一名單親媽媽，而她將帶著兒子李維，和瑞瑞及其兩個孩子妮雅與布克展開同居生活。迪士尼稱西蒙尼與安娜莉絲為“喜劇之金”，並認為現實生活也為朋友的兩人演技純熟，合作也很能激起喜劇火花。
2017年4月4日，宣布《黑人當道》艾薩克·布朗（Issac Brown）與《成為瑪莉·簡》娜薇雅·羅賓森（Navia Robinson）將飾演瑞瑞的11歲雙胞胎孩子布克與妮雅，《爆笑超市》傑森·梅鮑姆（Jason Maybaum）則飾演雀兒的9歲兒子李維，《美國達人》絲凱·卡茲（Sky Katz）也加入了演員陣容，飾演妮雅的好友泰絲。5月20日，宣布在原作飾演瑞瑞男友戴文·卡特的喬納森·麥丹尼爾將回歸續作，而他將以瑞瑞的前夫登場。

## 角色

### 主要角色
- 瑞芬-西蒙尼 飾演 瑞瑞·莉迪亞·巴斯特（Raven Lydia Baxter）

擁有能看見未來的超能力，雀兒摯友，單親媽媽。雀兒常暱稱其小名「瑞」（Rae）。第二季第一集告訴兒子自身之秘密。
- 安娜莉絲·梵·德·波（英语：Anneliese van der Pol） 飾演 雀兒·歐菲莉亞·格雷森（Chelsea Ophelia Grayson）

原名雀兒·歐菲莉亞·丹尼爾（Chelsea Ophelia Daniels），瑞瑞摯友，單親媽媽，是個少根筋的女性。擁有「災難」等級的廚藝，手上的「黑暗料理」除了燒焦之外還可能有意想不到的環境效果。瑞瑞常暱稱其小名「小雀」（Chels）。
- 艾薩克·布朗（Isaac Brown） 飾演 布克·巴斯特-卡特（Booker Baxter-Carter）

11－歲，瑞瑞雙胞胎兒子，遺傳到瑞瑞的超能力，總是過度自信與浮誇。第二季第一集告訴媽媽自身之秘密。
- 娜薇雅·羅賓森（Navia Robinson） 飾演 妮雅·巴斯特-卡特（Nia Baxter-Carter）

11－歲，瑞瑞雙胞胎兒女兒，相當獨立成熟。
- 傑森·梅鮑姆（Jason Maybaum） 飾演 李維·馬哈洛·格雷森（Levi Mahalo Grayson）

9－歲，雀兒兒子，比起少根筋的母親，反而更像個家長。
- 絲凱·卡茲（Sky Katz） 飾演 泰絲（Tess）

11－歲，妮雅朋友，是長時間與瑞瑞一家人相處的鄰居。

### 常設角色
- 喬納森·麥丹尼爾（英语：Jonathan McDaniel） 飾演 戴文·卡特[11]

自高中時期起與瑞瑞相戀，在結婚並孕有兩小後離婚，現為一名氣象播報員。
- 絲凱樂·戴伊（英语：Skyler Day） 飾演 佩絲莉（Paisley）

寵物犬服裝設計師，瑞瑞上司，好愛發號司令。

## 集數
| 季數 | 季數 | 集數 | 播出日期（美國） | 播出日期（美國） | 播出日期（台灣） | 播出日期（台灣） |
| 季數 | 季數 | 集數 | 首播             | 季終             | 首播             | 季終             |
| ---- | ---- | ---- | ---------------- | ---------------- | ---------------- | ---------------- |
|      | 1    | 13   | 2017年7月21日    | 2017年10月20日   | 2018年7月23日    | ( )              |
|      | 2    |      | 2018年6月25日    | ( )              | 2019年10月3日    | ( )              |

| 總集數 | 集數 （季） | 標題                                         | 導演             | 編劇                        | 首播日期       | 製作 代碼 | 美國收視人數 （百萬） |
| --- | ----------- | -------------------------------------------- | ---------------- | --------------------------- | -------------- | --------- | --------------------- |
| 1 | 1           | 天才魔女回來了！ Baxter's Back!              | 艾瑞克·狄恩·希頓 | 傑德·艾林納 史考特·湯瑪斯   | 2017年7月21日  | 101       | 3.503                 |
| 較關心布克的瑞瑞預見妮雅認為家中所有事都繞著布克轉，為了防止偏心爭端發生，瑞瑞決定設法拉近與女兒的關係。布克意外預見了未來，但經常吹噓的他，反而不被妮雅信任，妮雅更誤會布克是為了吸引大家的關注而撒謊。瑞瑞預見布克與妮雅疑似因兄妹爭執而引來校長的關注，於是她決定前往學校居中協調，結果反而製造了混亂。妮雅發現布克所述的預見之事真實發生，這讓她終於相信布克擁有預見未來的能力。最後，瑞瑞要妮雅了解自己並未刻意偏心，只是布克經常惹禍，而雀兒喜則又差點引發火災。 客串：萊斯里·大衛·貝克 飾演 溫特沃斯校長                                       |             |                                              |                  |                             |                |           |                       |
| 2 | 2           | 小公寓大麻煩 Big Trouble in Little Apartment | 艾瑞克·狄恩·希頓 | 傑德·艾林納 史考特·湯瑪斯   | 2017年7月28日  | 103       | 1.662                 |
| 由於雀兒和李維，使得妮雅必須暫住在客廳，這讓她感到沒有隱私，因此設法向瑞瑞及布克反應，但兩人都未注意到妮雅的煩擾。布克預見李維疑似要搬走，這讓他相當慌張，於是設法滿足李維的需求，結果，他後來才發覺妮雅的暗示。瑞瑞與布克偷聽到妮雅想和戴文同住，不過由於戴文錄取位在達拉斯的氣象播報工作，因此將離開芝加哥而作罷，但這還是讓瑞瑞和布克有所反思。 客串：喬納森·麥丹尼爾 飾演 戴文·卡特 |             |                                              |                  |                             |                |           |                       |
| 3 | 3           | 房租危機 The Baxters Get Bounced             | 艾瑞克·狄恩·希頓 | 梅格·迪洛奇                 | 2017年8月4日   | 102       | 1.201                 |
| 瑞瑞一家人遭遇水電問題，但由於瑞瑞尚未通知賈布隆斯基房東有關雀兒與李維入住一事，因此她試圖阻止孩子們通知房東修繕，但布克與妮雅卻因懶惰而未聽從瑞瑞的指示，在擅作主張的情況下，導致賈布隆斯基撞見雀兒。現在，瑞瑞必須設法籌到錢，以支付因雀兒與李維而上漲的房租，但她不僅未成功獲得加薪，雀兒更引起了麻煩。所幸，因李維與泰絲意外結識賈布隆斯基的母親，而得以讓他們繼續同住於一屋簷下，並免除房租上調的困擾。 客串：絲凱樂·戴伊 飾演 佩絲莉、布魯諾·阿馬托 飾演 賈布隆斯基先生、佩姬·麥利 飾演 賈布隆斯基奶奶                                          |             |                                              |                  |                             |                |           |                       |
| 4 | 4           | 老爸的熊 The Bearer of Dad News              | 維特·岡札勒茲    | 吉姆·馬丁                   | 2017年8月11日  | 104       | 1.348                 |
| 戴文搬往德州工作，在他與瑞瑞一家人告別後，瑞瑞打算效仿戴文與孩子們的相處模式，好讓孩子們不感到傷心，但她卻發現這非易事。雀兒不小心扔棄布克與妮雅想念戴文的熊熊玩偶，因此她與李維得設法在其他人發現前，修補一切。瑞瑞最終了解到應該讓孩子們釋放悲傷情緒，而她也不必效仿戴文，反而應該做她自己。 未登場：絲凱·卡茲 飾演 泰絲 客串：喬納森·麥丹尼爾 飾演 戴文·卡特、喬丹·布萊克 飾演 卡尼 |             |                                              |                  |                             |                |           |                       |
| 5 | 5           | 妳完蛋了 You're Gonna Get It                 | 維特·岡札勒茲    | 安東尼·C·希爾               | 2017年8月18日  | 105       | 1.443                 |
| 妮雅不顧瑞瑞的警告，私下開始化妝，並因此與泰絲一同打入八年級生的世界，但她隨即將因罪惡感而發現自己沒有控制局面的能力。瑞瑞當初為了獲得工作，而刻意讓佩絲莉誤以為妮雅與布克是她的寵物犬，然而這個謊言現在卻成為可能造成她失去工作的危機。甫轉學的李維，因不適應而拒絕上體育課，這令有所預見的布克，決定混入四年級的體育課，幫助李維打入群體。 客串：絲凱樂·戴伊 飾演 佩絲莉、蕾克西·安德伍 飾演 雪寧、安東尼·阿拉比 飾演 史匹茲教練 |             |                                              |                  |                             |                |           |                       |
| 6 | 6           | 保「母」夜瘋狂 Adventures in Mommy-sitting   | 香濃·芙琳        | 吉姆·馬丁                   | 2017年8月25日  | 107       | 1.246                 |
| 總是為生活忙碌的瑞瑞與雀兒，為了放鬆心情，決定前往夜店狂歡，但卻臨時找不到保姆看管孩子們。孩子們堅稱他們能夠自我照料，並極力說服瑞瑞與雀兒讓他們獨自待在家，瑞瑞與雀兒雖然不放心，但仍選擇相信他們一次。來到夜店的瑞瑞與雀兒，在狂歡之際，卻不小心惹到情緒管控不佳的高大女子布蘭達。緊張兮兮的布克為了遵守母親的規矩，不小心將妮雅的飲料灑在沙發座墊上而本末倒置，這令孩子們必須設法將污漬清理乾淨。瑞瑞與布蘭達產生衝突，而布克預見母親將受困於夜店的大型保險箱中，故孩子們決定偷偷前去救援。 客串：雷金納德·巴拉德 飾演 保鑣、妮娜·米林 飾演 布蘭達 |             |                                              |                  |                             |                |           |                       |
| 7 | 7           | 舞會 Dancing Tween                           | 香濃·芙琳        | 薩西·達林                   | 2017年9月8日   | 108       | 1.368                 |
| 總是忙碌於工作的瑞瑞，為了更加參與孩子們的生活，向溫特沃斯校長自告奮勇，負責製作六年級舞會所需的五百人份杯子蛋糕。布克預見舞會可能差評滿滿，進而影響負責籌畫的他自己與泰絲，於是兩人決定從雀兒那接手場地布置的工作。布克與泰絲在舞會主題上意見相左，在雀兒的及時救援下，才挽救了差點辦不成的舞會。擔心自己的舞姿可能成為笑話的妮雅，在瑞瑞的鼓勵下獲得自信，而雀兒也為瑞瑞建立信心，要她知道雖然她常忙於工作，但仍是個會關心孩子的好母親。 客串：萊斯里·大衛·貝克 飾演 溫特沃斯校長                                                                   |             |                                              |                  |                             |                |           |                       |
| 8 | 8           | 故障的販賣機 Vending the Rules               | 鮑伯·寇赫爾      | 莫莉·哈爾德曼 卡蜜拉·魯貝斯 | 2017年9月15日  | 109       | 1.476                 |
| 雀兒常對李維宣稱他已坐牢的父親加勒特是個好人，讓瑞瑞認為雀兒不該輕易原諒偷走她因發明專利而賺到的錢，並有外遇的加勒特，並決定幫助雀兒宣洩負面情緒。想買虛擬實境眼鏡的布克和李維因發現學校的販賣機故障，可以利用賣販賣機裡的點心賺錢，兩人決定與妮雅和泰絲一起合作販售，並差點被史匹茲教練抓到，但回家後賺到的錢還是被瑞瑞與雀兒給發現。剛學會釋放憤怒情緒的雀兒發現李維會效仿加勒特的行為，並向李維坦承他父親是個正在坐牢的罪犯，雀兒也了解到說出事實對李維才是最好的。 客串：安東尼·阿拉比 飾演 史匹茲教練                                            |             |                                              |                  |                             |                |           |                       |
| 9 | 9           | In-vision of Privacy                         | 鮑伯·寇赫爾      | 丹妮兒·凱爾佛               | 2017年9月22日  | 111       | 1.259                 |
| 10 | 10          | Fears of a Clown                             | 維特·岡札勒茲    | 瑞克·威廉斯                 | 2017年9月29日  | 106       | 1.212                 |
| 11 | 11          | The Baxtercism of Levi Grayson               | 鮑伯·寇赫爾      | 雀瑞提·L·米勒 艾瑞克·歐烏蘇 | 2017年10月6日  | 110       | 1.278                 |
| 12 | 12          | Dream Moms                                   | 羅比·康翠曼      | 傑德·艾林納 史考特·湯瑪斯   | 2017年10月20日 | 113       | 1.184                 |
| 13 | 13          | Vest in Show                                 | 羅比·康翠曼      | 瑞克·威廉斯                 | 2017年10月13日 | 112       | 1.266                 |

## 獎項
| 年度 | 大獎                   | 獎項                       | 入圍者         | 結果 |
| ---- | ---------------------- | -------------------------- | -------------- | ---- |
| 2018 | 有色人種促進協會形象獎 | 最佳兒童節目獎             | 最佳兒童節目獎 | 提名 |
| 2018 | 青年演藝人獎           | 最佳青年男主角獎－電視影集 | 傑森·梅鮑姆    | 獲獎 |

## 外部連結
- 官方网站（英文）
- 製作公司官方網站（英文）
- 互联网电影数据库（IMDb）上《魔女之家》的资料（英文）